# Ogaden Anbassa
Ogaden Anbassa ist ein Fußballverein aus Harar in Äthiopien. Der Verein spielte in der höchsten nationalen Liga, der äthiopischen Premier League, gewann dort im Jahr 1978 die nationale Meisterschaft.

## Geschichte
Ogaden Anbassa trat nachweislich das erste Mal im Jahr 1964 in Erscheinung. Im Jahr 1978 gewann der Verein das erste Mal die äthiopische Fußballmeisterschaft. Durch den Titelgewinn nahm der Verein am African Cup of Champions Clubs 1979 teil. Die erste Runde gewann man kampflos gegen den Nyasa Big Bullets FC aus Malawi, trat dann allerdings in der zweiten Runde gegen al Zamalek SC nicht an und schied aus.
Über den weiteren Weg des Vereins ist nichts mehr bekannt.

## Titel und Erfolge
- Äthiopische Premier League (1×): 1978

## Abschneiden in CAF-Wettbewerben
- African Cup of Champions Clubs: 1 Teilnahme

1979 – Zweite Runde